# Ъруин Шоу
Ъруин Шоу (на английски: Irwin Shaw) е псевдоним на американския писател и филмов сценарист от еврейски произход Ъ́руин Ги́лберт Шамфороф (на английски: Irwin Gilbert Shamforoff).

## Биография
Ъруин Шоу е роден в Бронкс в семейство на руски емигранти от еврейски произход и става известен с романа си „Младите лъвове“. Световна популярност придобива с романите „Богат, беден“ и „Вечер във Византия“.

## Произведения

### Романи
- The Young Lions (1948)
Младите лъвове, изд.: „Народна култура“, София (1968), прев. Бистра Винарова, Юрий Генов
Младите лъвове, изд.: ОФ, София (1983), прев. Бистра Винарова, Юлий Генов
Младите лъвове, изд. „Терзиев и синове“ (1993), прев. Бистра Винарова, Юрий Генов
Младите лъвове, изд.: ИК „Бард“, София (2013), прев. Бистра Винарова, Юлий Генов
- The Troubled Air (1951)
Американски страсти, изд. „Зебра 2001“ (1994), прев. Кирил Цветков
- Lucy Crown (1956)
Луси Краун, изд. „Народна младеж“ (1990), прев. Валентин Кръстев
Луси Краун, изд. „Зебра 2001“ (1995), прев. Валентин Кръстев
- Two Weeks in Another Town (1960)
Две седмици в друг град, изд. „Петрум Ко“ (1993), прев. Роза Григорова
- Voices of a Summer Day (1965)
Гласове в летен ден, изд. „Зебра 2001“ (1993), прев. Любка Михайлова
- Rich Man, Poor Man (1969/1970) (откъси от този роман първоначално се появяват в списание Playboy.)
Богат, беден, изд.: „Народна култура“, София (1981), прев. Иванка Томова
Богат, беден, изд. „Кронос“ (2000), прев. Иванка Томова
Богат, беден, изд.: „Сиела“, София (2015), прев. Ваня Томова
- Evening in Byzantium (1973)
Вечер във Византия, изд.: „Хр. Г. Данов“, Пловдив (1977), прев. Мария Пейкова
Вечер във Византия, изд.: ИК „Бард“, София (2011), прев. Мария Пейкова
- Night Work (1975)
Нощна работа, изд. „Петрум Ко“ (1992), прев. Роза Григорова
- Beggarman, Thief (1977)
Просяк, крадец, изд. „Славчо Николов и сие“ (1991), прев. Любомир Соколов
Беден крадец, изд. „Петрум Ко“ (1991), прев. Владимир Германов
- The Top of the Hill (1979)
Спускане от върха, изд. „Алекс принт“ Варна (1992), прев. Мак Станчев, Милица Капричева
- Bread Upon the Waters (1981)
Хляб по водите, изд. „ГАЛ-ИКО“ (1993), прев. Людмила Евтимова
- Acceptable Losses (1982)
Приемливи загуби, изд. „ИнфоСпектър“ (1993), прев. Веселин Кантарджиев

### Сборници с разкази
- Sailor off the Bremen and other Stories (1939)
- Welcome to the City, and other Stories (1942)
- Act of Faith, and other stories (1946)
- The Girls in Their Summer Dresses
Момичета с летни дрехи, изд. „Делакорт“ (1993), прев. Меглена Баждарова, Иво Стефанов
- Mixed Company. Collected Short Stories (1950)
- Tip on a Dead Jockey, and other stories (1957)
- Selected Short Stories (1961)
- Love on a Dark Street, and other stories (1965)
- God Was Here, But He Left Early (1973)
Бог беше тук, но си тръгна рано, изд. „Весела Люцканова“ (1996), прев. Елика Рафи, Владимир Германов
- Short Stories: Five Decades (1978)

### Есеистика и пътеписи
- In the Company of Dolphins (1964)
- Paris! Paris! (1976)
Париж ! Париж !, изд. „Весела Люцканова“ (1993), прев. Валентина Ставрева

### Пиеси
- Bury the Dead, New York, Ethel Barrymore Theatre, април 1936.
- Siege, New York, Longacre Theatre, декември 1937.
- The Gentle People, New York, Belasco Theatre, януари 1939.
- Quiet City New York, Belasco Theatre, март 1939.
- Retreat to Pleasure, New York, Belasco Theatre, 1940.
- Sons and Soldiers, New York, Morosco Theatre, май 1943.
- The Assassin, New York, National Theatre, октомври 1945.
- The Survivors, (with Peter Viertel) New York, Playhouse Theatre, януари 1948.
- Children From Their Games, New York, Morosco Theatre, април 1963.
- A Choice of Wars, Glasgow, Scotland, Glasgow Citizens Theatre, 1967.

### Сценарии
- The Big Game, RKO, 1936.
- Commandos Strike at Dawn, Columbia, 1942 с участието на Пол Муни и Лилиан Гиш
- The Hard Way, (with Daniel Fuchs) Warner Brothers, 1942 с участието на Ida Lupino
- The Talk of the Town, (with Sidney Buchman) RKO, 1942 с участието на Кари Грант и Роналд Колман
- Take One False Step, (with Chester Erskine) Universal, 1949 с участието на Уилям Пауъл и Шели Уинтърс
- Easy Living, RKO, 1949 с участието на Victor Mature и Люсил Бол
- I Want You, RKO, 1951.
- Act of Love, United Artists, 1953 с участието на Кърк Дъглас
- Fire Down Below, Columbia, 1957 с участието на Робърт Мичъм и Джак Лемън
- Desire Under the Elms, Paramount, 1958.
- This Angry Age, (with Rene Clement) Columbia, 1958.
- The Big Gamble, Fox, 1961.
- In the French Style, Columbia, 1963.
- Survival, United Film, 1968.